# Broderick (nome)
Broderick  è un nome proprio di persona gallese e inglese maschile.

## Origine e diffusione
Si tratta di una ripresa del cognome gallese Broderick, derivato da ap Roderick, ossia "figlio di Roderick". In lingua inglese è in uso dal XVIII secolo.

## Onomastico
Il nome è adespota, cioè non è portato da alcuna santo; l'onomastico si può eventualmente festeggia il giorno di Ognissanti, che è il 1º novembre.

## Persone

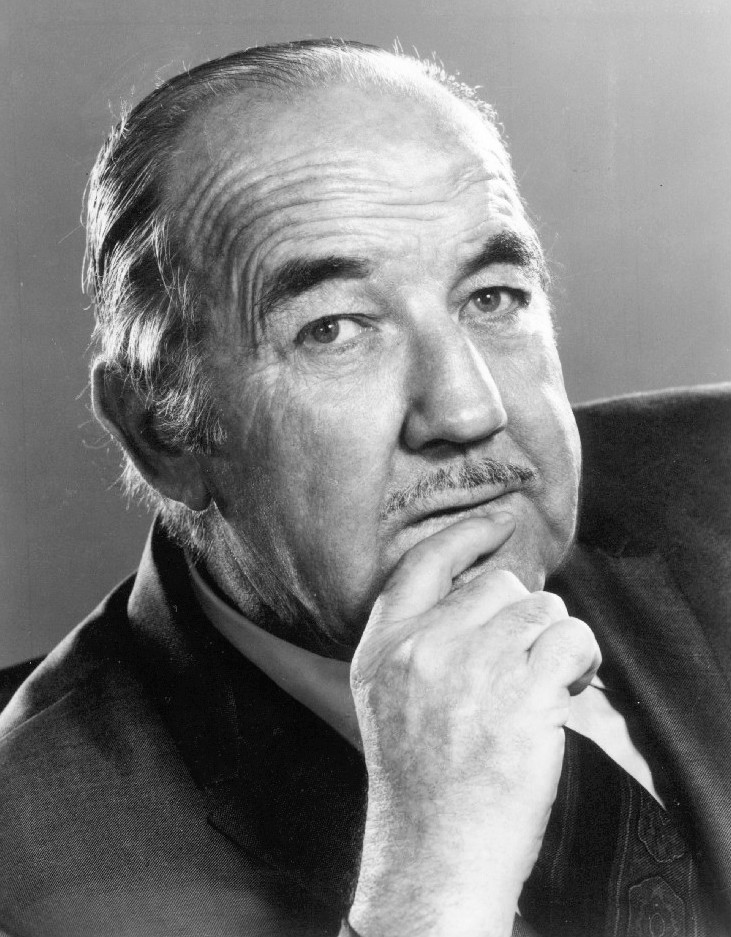
Broderick Crawford

- Broderick Crawford, attore statunitense
- Broderick Dyke, tennista australiano
- Broderick Thomas, giocatore di football americano canadese
- Broderick Thompson, sciatore alpino canadese
- Broderick Washington Jr., giocatore di football americano statunitense